# Kathy Bates
Kathleen Doyle "Kathy" Bates (født 28. juni 1948) er en amerikansk skuespiller og instruktør, kendt for sine roller i film som Misery, Stegte grønne tomater og About Schmidt.
For sin rolle i Misery vandt Bates en Oscar for bedste kvindelige hovedrolle og en Golden Globe Award. I 1991 blev hun for sin rolle i Stegte Grønne tomater nomineret til en BAFTA Award og Golden Globe, som hun efter endnu en nominering i 1996 vandt for sin rolle i The Late Shift. Yderligere nomineringer til Oscars og Golden Globe Awards fik hun for sine anmelderoste roller i film som Primary Colors, Annie og About Schmidt.

## Udvalgt filmografi
- Misery (1990)
- Stegte grønne tomater (1991)
- Angus (1995)
- The Late Shift (1996)
- Titanic (1997)
- Primary Colors (1998)
- Annie (1999)
- Rat Race (2001)
- American Outlaws (2001)
- About Schmidt (2002)
- Failure to Launch (2006)
- Revolutionary Road (2008)
- The Blind Side (2009)